# Beardyman
Beardyman (* 14. Mai 1982 als Darren Alexander Foreman in Stanmore, London Borough of Harrow) ist ein englischer Multivocalist, Musiker, Webvideoproduzent und Komödiant aus London, der für seine Beatbox Skills und seinem Einsatz von Live Looping bekannt ist.

## Leben vor der Karriere
Sein Bruder ist der Komödiant und YouTuber Jay Foreman, mit dem er manchmal auf der Bühne zusammenarbeitet. Nach seinem Studium an der Queen Elizabeth's Grammar School for Boys, Barnet, zog Foreman 2001 nach Brighton, um an der University of Sussex zu studieren. Obwohl er im Alter von drei Jahren anfing Geräusche zu machen, indem er Michael Winslow aus den Police Academy Filmserien imititierte, sah er Rahzels Live-Auftritte, die schließlich Foreman davon überzeugt haben, dass Beatboxing eine ganze Show aufrechterhalten kann, anstatt nur Zwischenspiele im Rahmen einer breiteren Präsentation bereitzustellen. Beardymans erstes musikalisches Unterfangen war das Komponieren einer Symphonie für den Schulchor, als er zehn Jahre alt war. Mit 15 führte ihn eine Einführung in Drum and Bass zu seiner langjährigen Besessenheit der Musiktechnologie. Darren bekam den Spitznamen „Beardyman“, weil er schnell nach einem Namen für einen Flyer einer frühen Show suchte, und er zu der Zeit einen Bart trug (engl. „beardy“ = bärtig).

## Karriere

### Musikalischer Stil
Beardyman battelte 2006. Er wurde ein UK Beatbox Champion und behielt seinen Titel 2007 bei. Dies machte ihn zum ersten Beatboxer in der Geschichte des Vereinigten Königreiches, welcher zwei Meisterschaften in einer Reihe gewann. Er war 2008 in der Jury.
Er ist bereits zu einem versierten Solo-Beatboxer in der modernen Tradition geworden. Des Weiteren war Beardyman von MC Xander zum Nutzen der Musiktechnologie inspiriert worden, also solche wie den Korg Kaoss Pad 3, um die Vocals zu loopen und zu sampeln. Durch seinen Einsatz von Loop-Pedalen und effektiven Werkzeugen, produzierte er effektiv die ganzen DJ-Sets über Liveproduktion—gesamte Sets, wo die Songs (beides Covers aus sehr bekannten Hits und seinem eigenen Originalmaterial) konstruiert und live aus seinen Vocalizations sind.
Seine Musik enthält häufig Elemente aus Drum and Bass, Dubstep, Breakbeat, Trance, Techno und anderen Varianten der elektronischen Tanzmusik. Er übernimmt außerdem andere Formen der Musik in seinen Live-Sets, eingeschlossen aber nicht ausschließlich sind dies Reggae und Countrymusik, oft rein für den Zweck, um einen komödiantischen Kontrapunkt zu seinem Beatboxen bereitzustellen. Virtuell ist alles von seiner Musik nur mit seinen Mund und Stimmbändern zum Produzieren von Sounds kreiert worden. Er übernimmt aus der Musiktechnologie solche Sachen als Vocoders und Softwaresynthesen zur Änderung der Tonhöhe seiner Stimme, oder zum Hinzufügen verschiedener Arten von Audioeffekten, also solche als Verzögerungen, Nachhall oder Modulationseffekte. In verschiedenen YouTube-Videos können verschiedene Stücke vom elektronischen Equipment übernommen werden, vor allem den Korg Kaossilator Pro, den Kaoss Pad 3 (auch bekannt als den KP3), eine Korg Wavedrum, eine microKORG, eine Boss GT-8 und eine Boss RC-50.
In einer Abfahrt aus seinem vorherigen Lebenswerk veröffentlichte Beardyman am 21. März 2011 sein Debütalbum I Done a Album.
Ab 2012 hat er auf die Nutzung von Kaoss Pads verzichtet, wegen seines Gefallens an der proprietären Software, die er entwickelt hat und die aktuell als die Beardytron 5000 MkII bekannt ist.

So sagt er: „Über die vergangenen 3 Jahre habe ich an dem System ermüdend gearbeitet. Ich beaufsichtigte die Entwicklung, das Testen, verbesserte und konfigurierte das System. Ich hatte nicht wirklich die Wahl. Wie sich zeigt will ich simpel und nicht möglich irgendeine vorhandene Standardausrüstung, vorhandene Software oder sogar Kopfsteinpflaster zusammengeflickt durch Freeware einsetzen. Das System ist mein essentielles Lebenswerk und wird das sein, was ich für alle meine zukünftigen Bemühungen fortdauernd benutze. Der Beardytron 5000 mkII ist in Arbeit und an manchen Punkten wirst du paar Formen vom basierten Looper/Produktionssystem kaufen können, welches an den Innovationen entwickelt wurde, um meine Auftritte möglich zu machen.“
Beardyman sagt weiterhin folgendes: „Das System ist aus dem Ground-up von C++ und Objective-C von Dave Gamble aus dem DMGAudio gebaut worden und beschäftigt sich mit 15 Instanzen und Anrechnungen von einer teilweise maßgeschneiderten Version von Sugarbytes' unglaublich linearen 8-Wege-Morph-Motor mit dem kontrollierten Multi-Effekt 'Turnado'. Die Gitarrenausrüstung ist außerdem zusammen mit Rob Papens Verspätung verwendet worden. Das System wird mit zwei iPads gesteuert, die das Ausführen von maßgeschneiderten Programmen mit einer speziell entwickelten hohen Auflösung und einem selbstverbindenden Protokoll ermöglichen.“
Beardyman postete am 29. November 2012 einen Solo-Auftritt live, der im Oktober 2012 in Pune, Indien stattfand. Dies war die erste live Audio eines Solo-Auftritts online zur ausschließlichen Verwendung des Beardytron 5000 MkII. Er hat festgestellt, dass die Software für den Beardytron 5000 MkII verfügbar sein wird, um es irgendwann 2014 öffentlich verkaufen zu können.
Am 28. Februar 2013 hielt Beardyman einen Vortrag an der TED-Konferenz mit elfminütiger Überschau und Demonstration zur Beardytron 5000 MkII. Bevor die Fähigkeiten von der Beardytron 5000 demonstriert wurden, stellte er ein Beispiel von paar seiner Sounds vor. Er ist dazu fähig es nur mit Stimmbändern zu machen, also solche als weinende Babys, Vinyl-Aufzeichnungsscratching, summende Fliegen, Obertongesang, verschiedene Tiere, ein Didgeridoo und Beatboxing. Er erklärt dann, dass trotz seiner Fähigkeiten vom Kreieren von Sounds, die menschliche Stimme noch an sich von seinen physikalischen and biologischen Charakteristiken begrenzt wird. Er beschreibt seine Erfindung als eine Echtzeit-Musikproduktionsmaschine. Er stellt folgendes fest: „Es ermöglicht mir nichts benutzen zu müssen, aber meine Stimme kreiert Musik in Echtzeit, nämlich wenn ich es in meinem Kopf höre und das ungehindert von körperlichen Einschränkungen, die mir mein Körper auferlegen könnte.“ Das Video wurde auf der TED.com Webseite, dem TEDTalks YouTubekanal und auf Beardymans Webseite am 2. August 2013 hochgeladen.

### Kooperationen

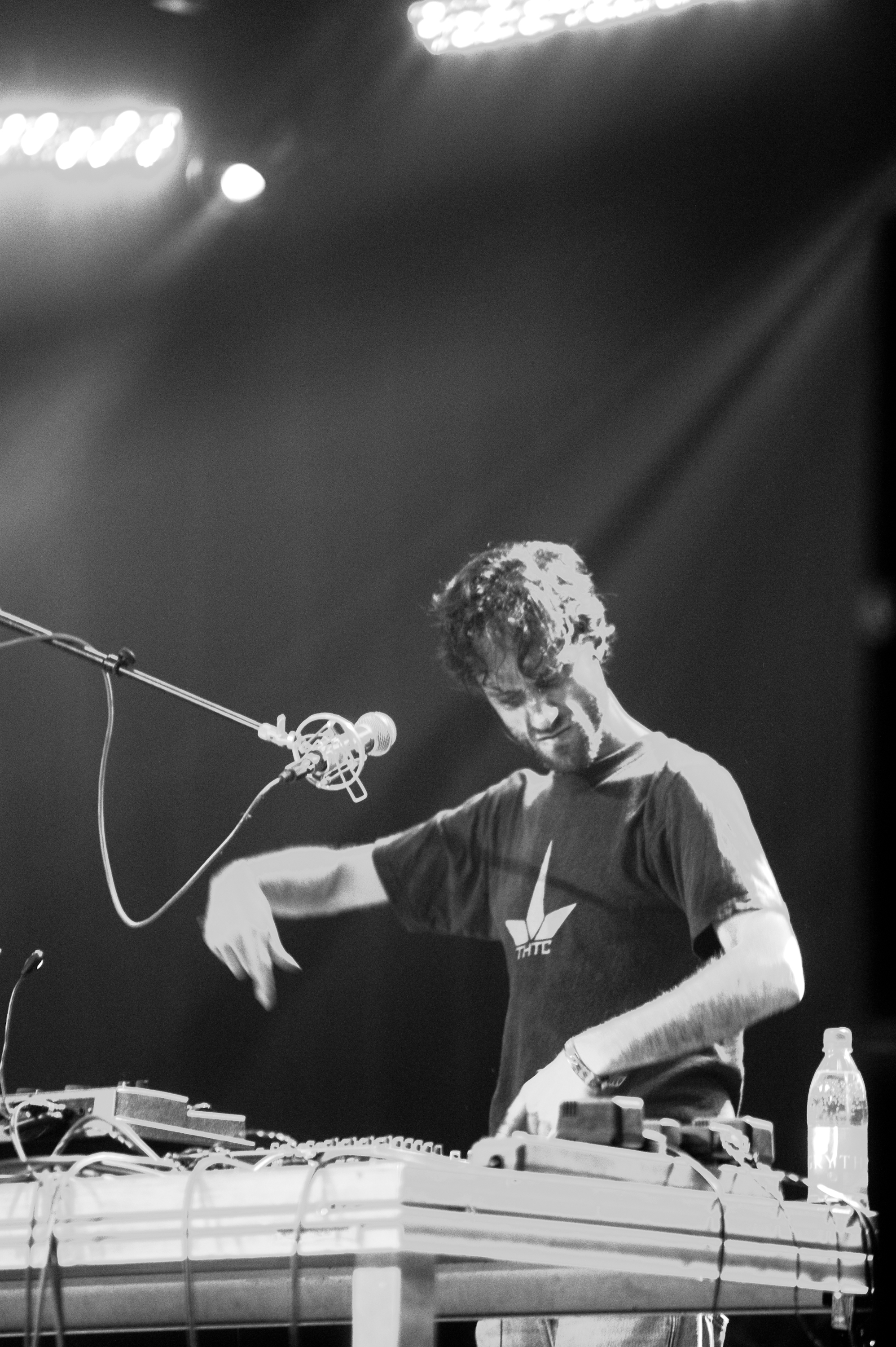
Beardyman performt im Juli 2011 an seinen Kaoss Pads

Sein Interesse in der erforschten neuen Musical-Technologie ist außerdem in den innovativen Battlejam-Club Nächten offensichtlich. Er hostete mit dem 2007er DMC Champion und Plattenspieler JFB. Hier ist die erweiterte Live-Looping-Technologie mit Live-Sampling von dem Publikum, um die Hook von sofort komponierten Tracks und sogar Livevideo-Sampling und Scratching machen zu können.
Er hat gekichert und nahm mit MC Klumzy Tung als Teil vom MC/Beatbox-Duo „The Gobfathers“ auf. Zusammen präsentierten sie im Jahr 2005 Get Luckys Fernsehsendung 'The Freestyle Show", und außerdem traten sie als Verkehrwächter in einer versteckten Kamerashow für E4 auf.
Er arbeitete 2008 mit dem bildenden Künstler mr hopkinson zusammen, um ein Video namens Monkey Jazz zu produzieren, welches visuell den Live-Looping Prozess beschreibt, welcher über 1 Million Aufrufe auf YouTube hatte. Seitdem haben sie zum Produzieren von verschiedenen Multi-Kamera-Videos zusammengearbeitet, die Beardymans Auftritte an der Cube Microplex filmten. Beardyman ist außerdem auf der Bühne für improvisierte Live-Shows mit mr_hopkinson aufgetreten, die bereitgestellte visuelle Kulissenbilder als Antwort zu Publikumanregungen an Just for Laughs in Montreal und Edinburgh Fringe internationalen Comedy-Festivals sofort aus dem Internet suchten, also zur Beschaffung und Manipulation von Livebildern als Antwort zu Publikumanregungen aus dem Internet.

### Virale Videos
Beardyman macht in seinem Schauspiel häufig von Humor Gebrauch. Er hat Elvis Presley in einem Affenkostüm auf der Bühne am Bestival imitiert und einmal stellte er einen österreichischen Dozent für Klimaschutz namens „Professor Bernhard Steinerhoff“ nach, und zwar bevor es in seinem Set mit über 2 Millionen Aufrufen auf YouTube einbrach. Er spielt außerdem in den Funky Sage Klingeltönen einen schwebenden Kopf, welcher beatboxt und guten Ratschlag gibt. Sein Video „Kitchen Diaries“ zeigt ihn beim Kochen beatboxen. Das Video wurde über 5 Millionen Mal auf YouTube angeschaut. „Kitchen Diaries“ macht außerdem einen Auftritt in 'South Coast', einer Brighton-basierten Dokumentation über Hip-Hop in Großbritannien.

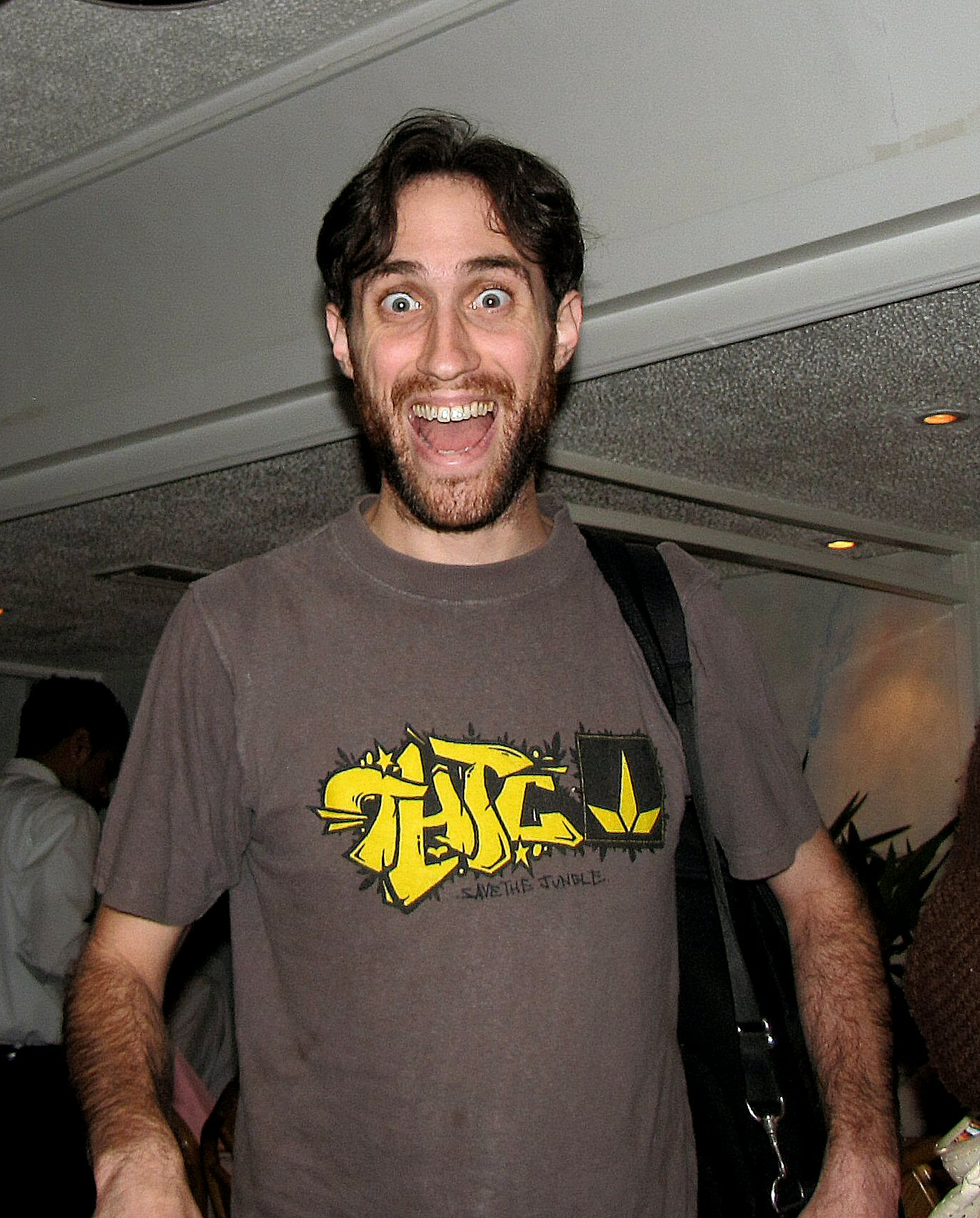
Beardyman im September 2009

### Fähigkeiten seiner Stimme
Beardyman ist für seine Vielfalt an Vocaltechniken bekannt. Zu seinen Techniken zählt Beatboxing, Gesang, Rap, Obertongesang, Scat, die Imitation von Instrumenten sowie anderen Sounds und Voiceover.
Seit 2020 sprach Darren in der gleichnamigen Show von CBeebies “Love Monster” ein.

### Aussehen in Medien
Im November 2006 nahm er in Serien von Wohltätigkeitskonzerte für Kinderchöre teil. Damit ist Young Voices gemeint. Beardyman trat in Manchester, Birmingham, London und Belfast auf.
Am 10. Februar 2007 machte er einen Auftritt in der zweiten Episode von der BBC One Show When Will I Be Famous (Deutsch: Wann werde ich berühmt sein?). Trotz des Gewinns am Studiopublikum und zwei von den drei Jurymitgliedern, bekam er den zweiten Platz in der öffentlichen Abstimmung. An demselben Tag trat er außerdem in der Channel 4 Show Homemade auf, wo er rundherum als schrägster Beatboxer profiliert wurde. Beardyman unterstützte Groove Armada in ihrer UK Tour 2007.
Beardyman trat im Juli 2009 in Udderbelly während seiner Residenz bei South Bank in London auf. Dies war für eine Ensemble-Comedyshow namens „Beardyman's Complete and Utter Shambles“ (Deutsch: Beardyman's komplette und völlige Verwirrung) mit JFB, MC Klumzy Tung, Beardyman's Komödiantenbruder Jay Foreman, dem bildenden Künstler mr_hopkinson, dem Gitarristen 'J'm Black, dem Saxofonist Hellanor und dem Komödianten Reggie Watts. Die Show nahm die technologiebasierten Entertainment-Experimente von Battlejam zu einem theatralischeren Comedyclub-Rahmen. Eine gekürzte Besetzungsversion von der Show, die in „Beardyman's Unplanned Explosion“, also in Beardymans ungeplanter Explosion umbenannt wurde, erschien an der Udderbelly an dem Edinburgh Festival im späten August 2009, und wieder an der Bristol Old Vic im Oktober 2009.
Beardyman trat in der BBC Comedy Prom mit Tim Minchin 2011 auf.
Beardyman zitiert den Lyrebird als eine Form von Inspiration, und hostete eine BBC Radio 4 Dokumentation über die Vogelberechtigung, „Beardyman and the Mimics“ (Deutsch: Beardyman und die Mimiken).
Er tritt regulär in der BBC Radio 4 Now Show auf und war Diskussionsgast in der 18. Serie und der 5. Episode von The Infinite Monkey Cage.

## Diskografie

### Studioalben
- I Done a Album (2011)
- Distractions (2014)

### Livealben
- Beardyman presents The Dream Team, Live at Electric Brixton (ft. Dizraeli, Bellatrix, LeeN, Rob Lewis und Emre Ramazanoglu (2016))

### EPs
- Oh!/Smell the Vibe (2012)
- Oh!/Smell the Vibe (Remixes) (2012)
- Concentrations (2014)

### Singles
Als führender Künstler
- „Where Does Your Mind Go?“ (2011)
- „Mountain Side“ (2015)
- „6AM (Ready to Write)“ (2019)  (ft. Joe Rogan)

Als Feature-Künstler
- „Eat, Sleep, Rave, Repeat“ (2013) (Fatboy Slim und Riva Starr ft. Beardyman)
- „Boom F**king Boom“ (2017) (Fatboy Slim ft. Beardyman)